# Bietsasjaure
Bietsasjaure är en sjö i Arjeplogs kommun i Lappland och ingår i Piteälvens huvudavrinningsområde. Sjön har en area på 1,51 kvadratkilometer och ligger 457 meter över havet.

## Delavrinningsområde
Bietsasjaure ingår i det delavrinningsområde (736387-159769) som SMHI kallar för Utloppet av Bietsasjaure. Medelhöjden är 518 meter över havet och ytan är 20,89 kvadratkilometer. Det finns inga avrinningsområden uppströms utan avrinningsområdet är högsta punkten. Vattendraget som avvattnar avrinningsområdet har biflödesordning 3, vilket innebär att vattnet flödar genom totalt 3 vattendrag innan det når havet efter 220 kilometer. Avrinningsområdet består mestadels av skog (92 procent). Avrinningsområdet har 1,57 kvadratkilometer vattenytor vilket ger det en sjöprocent på 7,5 procent.